# Lista de ministros regionais do Gana
A tabela a seguir apresenta uma lista de ministros regionais do Gana. 
| Região        | Ministro                  | Partido                       |
| ------------- | ------------------------- | ----------------------------- |
| Ashanti       | Emmanuel Owusu-Ansah      | Novo Partido Patriótico (NPP) |
| Brong-Ahafo   | Ignatius Baffour Awuah    | Novo Partido Patriótico (NPP) |
| Central       | Nana Ato Arthur           | Novo Partido Patriótico (NPP) |
| Leste         | Kwadwo Afram Asiedu       | Novo Partido Patriótico (NPP) |
| Greater Accra | Sheikh I.C. Quaye         | Novo Partido Patriótico (NPP) |
| Norte         | Alhaji Mustapha Ali Idris | Novo Partido Patriótico (NPP) |
| Upper East    | Alhassan Samari           | Novo Partido Patriótico (NPP) |
| Upper West    | George Hikah Benson       | Novo Partido Patriótico (NPP) |
| Volta         | Kofi Dzamesi              | Novo Partido Patriótico (NPP) |
| Oeste         | Evans A. Amoah            | Novo Partido Patriótico (NPP) |